# NP Большого Пса
NP Большого Пса (лат. NP Canis Majoris), HD 58200 — одиночная переменная звезда в созвездии Большого Пса на расстоянии приблизительно 8834 световых лет (около 2709 парсеков) от Солнца. Видимая звёздная величина звезды — от +9,16m до +8,99m.

## Характеристики
NP Большого Пса — бело-голубой сверхгигант или яркий гигант, пульсирующая переменная Be-звезда (BE) спектрального класса B5Ib/II.